# Ивановский, Алексей Арсеньевич
Алексей Арсеньевич Ивановский (1866—1934) — русский антрополог, географ.

## Биография
Родился в 1866 году в селе Муюта Бийского уезда Томской губернии. Окончил Томскую гимназию с серебряной медалью. Высшее образование получил на  историко-филологическом и физико-математическом факультетах Московского университета. После окончания университета вёл активную экспедиционную работу по изучению антропологии, этнографии, археологии и географии Алтая (1889), Монголии (1890), Кавказа (1891) и Закавказья, Средней Азии, Турции и Персии. Произвёл антропологические исследования многих народностей. В 1893 году работал хранителем Музея антропологии Московского университета, проводя совместно с директором музея Д. Н. Анучиным работу по составлению научных каталогов краниологических, этнографических и фотографических коллекций. 
Командирован университетом для стажировки в Лейпцигский университет (1894—1895), где удостоился степени доктора философии за диссертацию «Die Mongolai». После возвращения из-за границы получил степень магистра географии за диссертацию: «Об антропологическом составе населения России» (1904). С 1903 года стал приват-доцентом Московского университета и лектором Педагогических и Коммерческих курсов в Москве (1895—1904).
Опубликовал также «Die Mongolei» (Лпц., 1895), «Монголы-торгоуты» (М., 1893), «Zur Anthropologie der Mongolen» (в «Arch. f. Anthrop.», т. XXIV) и много статей в «Русском Антропологическом Журнале», «Землеведении», «Восточном обозрении», Ядринцева, «Сибирской Газете» Адрианова (под псевдонимом «Алёша Попович»), «Русских Ведомостях», «Русской Мысли», «Вестнике Воспитания» и «Большой Энциклопедии» и других изданиях. Опубликовал две работы, получившие широкую известность: «Об антропологическом составе населения России» (1904) и «Население земного шара. Опыт антропологической Классификации» (1911—1912). В этих работах был применён передовой для своего времени принцип нумерической классификации антропологических типов.
Работы Ивановского критиковалась за дополняющую составляющую его методологии, то есть за то, что принципы его классификации опирались исключительно на данные цифр, а историческим и антропологическим данным уделялось мало внимания.
С 1900 по 1914 год был редактором «Русского Антропологического Журнала», который издавался антропологическим отделом Императорского общества любителей естествознания, антропологии и этнографии, секретарём которого был Ивановский в течение почти 20 лет.
В 1913 году защитил докторскую диссертацию «Население земного шара. Опыт антропологической классификации». В 1914 году избран ординарным профессором по кафедре географии и этнографии Харьковского университета и в связи с этим переехал в Харьков, где в 1920—1922 годах продолжал работать в Академии теоретических знаний, в 1922—1930 годах — в Институте народного образования.

## Основные публикации
- Николаев Л.П. Ивановский (некролог) // АЖ. 1934. № 1-2. С. 150-152;
- Залкинд Н.Г. Московская школа антропологов. М., 1974. С. 83, 140[1].